# Sutton Coldfield
Sutton Coldfield is een plaats in het bestuurlijke gebied City of Birmingham, in het Engelse graafschap West Midlands. De plaats telt 105.452 inwoners en omvat onder andere het Sutton Park.

## Geboren
- Arthur Deakin (1890-1955), syndicalist
- Ken Miles (1918-1966), autocoureur
- Hazel Court (1926-2008), actrice
- Tony Kinsey (1927-2025), jazzdrummer, orkestleider en componist
- Rob Halford (1951), zanger
- Paul Manning (1974), wielrenner
- Darius Vassell (1980), voetballer
- Peter Wiersum (1984), Nederlands stuurman Holland Acht
- James Phelps (1986), acteur
- Oliver Phelps (1986), acteur
- Laura Unsworth (1988), hockeyspeelster
- Ísak Bergmann Jóhannesson (2003), IJslands voetballer